# Sennariolo
Sennariolo (sardisk: Sinnarìolo) er en by og en kommune (comune) i provinsen Oristano i regionen Sardinien i Italien. Byen ligger i 274 meters højde og har 186 indbyggere (2016). Kommunen har et areal på 15,61 km² og grænser til kommunerne Cuglieri, Flussio, Scano di Montiferro og Tresnuraghes.